# Luis Pedro da Silva Ferreira
Luis Pedro da Silva Ferreira, meglio noto come Luis Pedro (Malanje, 6 gennaio 1992), è un calciatore angolano naturalizzato olandese, difensore dell'ASWH.

## Carriera

### Club
Ha giocato nella prima divisione dei campionati olandese e bulgaro.

### Nazionale
Ha giocato nella nazionale olandese Under-16.

## Statistiche

### Presenze e reti nei club
Statistiche aggiornate al 17 agosto 2021.
| Stagione        | Squadra         | Campionato      | Campionato | Campionato | Coppe nazionali | Coppe nazionali | Coppe nazionali | Coppe continentali | Coppe continentali | Coppe continentali | Altre coppe | Altre coppe | Altre coppe | Totale | Totale |
| Stagione        | Squadra         | Comp            | Pres       | Reti       | Comp            | Pres            | Reti            | Comp               | Pres               | Reti               | Comp        | Pres        | Reti        | Pres   | Reti   |
| --------------- | --------------- | --------------- | ---------- | ---------- | --------------- | --------------- | --------------- | ------------------ | ------------------ | ------------------ | ----------- | ----------- | ----------- | ------ | ------ |
| 2011-2012       | Groningen       | ED              | 4          | 0          | CO              | 0               | 0               |                    | -                  | -                  |             | -           | -           | 4      | 0      |
| 2012-2013       | Veendam         | 1D              | 24         | 0          | CO              | 0               | 0               |                    | -                  | -                  |             | -           | -           | 24     | 0      |
| 2013-2014       | Emmen           | 1D              | 35         | 0          | CO              | 2               | 0               |                    | -                  | -                  |             | -           | -           | 37     | 0      |
| 2014-2015       | Emmen           | 1D              | 37         | 3          | CO              | 2               | 0               |                    | -                  | -                  |             | -           | -           | 39     | 3      |
| Totale Emmen    | Totale Emmen    | Totale Emmen    | 72         | 3          |                 | 4               | 0               |                    |                    |                    |             |             |             | 76     | 3      |
| 2015-2016       | NAC Breda       | 1D              | 32         | 4          | CO              | 1               | 0               |                    | -                  | -                  |             | -           | -           | 33     | 4      |
| 2016-2017       | De Graafschap   | 1D              | 3          | 0          | CO              | 1               | 0               |                    | -                  | -                  |             | -           | -           | 4      | 0      |
| 2020-2021       | Carsko Selo     | 1L              | 21         | 0          | CB              | 2               | 1               |                    | -                  | -                  |             | -           | -           | 23     | 1      |
| Totale carriera | Totale carriera | Totale carriera | 156        | 7          |                 | 8               | 1               |                    | -                  | -                  |             | -           | -           | 164    | 8      |